# タスク管理
タスク管理（タスクかんり、英: task management(en)）は、ライフサイクルを通じてタスクを管理するプロセスである。タスク管理では計画、検査、追跡、報告などを行う。タスク管理は、個人の目標達成にも、チームメンバーが協力して全体の目標達成をするための知識共有にも役立つ。また、タスクは複雑さによって、低位レベルから上位レベルまで区別される。
タスク管理を効果的に行うには、状況、優先度、時間、担当者、予算の割り当て、繰り返し、依存関係、通知などのすべての側面を管理する必要があり、タスク管理における基本的な活動となる。
複数の個人またはチームのタスク管理は、ワークフローシステムやプロジェクト管理ソフトウェアなどのソフトウェアによって支援される。多くの人がタスク管理は、プロジェクト管理活動の基盤と考えている。 
タスク管理は、プロジェクト管理とプロセス管理に含まれ、組織内の効率的なワークフローの基盤として機能する。タスク指向の管理を遵守するプロジェクトマネージャは、詳細で最新のプロジェクトスケジュールを持っており、チームメンバーに指示を出してプロジェクトを前進させることに長けている。

## タスクのライフサイクル
タスクの状態は、以下のような状態で記述することができる。
- 準備完了
- 割り当て済み
- 中止
- 期限切れ
- 転送
- 開始
- 終了
- 確認済
- 一時停止
- 失敗

以下のステートマシン図では、ライフサイクルにわたるタスクのさまざまな状態を説明している。この図はIBMから参照している。最新の継続的デリバリー手法に適用できる、より最新のタスク状態マシン図は、ここにある。

## タスク管理の活動
タスク管理にはいくつかの重要な活動がある。上位レベルで創造活動、機能活動、プロジェクト活動、パフォーマンス活動、およびサービス活動に分類される活動など、さまざまな概念の内訳が存在する。
- 創造活動は、タスクの作成に関係しており、タスクの計画、ブレーンストーミング、作成、精緻化、明確化、編成、削減、ターゲティング、および予備的な優先順位付けを行う。
- 機能活動は、顧客に納品するための最終的な商品やサービスの生産を確実にするという究極の目的のために、人事、販売、品質、またはその他の管理領域に関係しており、タスクの計画、報告、追跡、優先順位付け、構成、委任、管理を行う。
- プロジェクト活動は、計画と時間とコストの報告に関係する。複数の機能活動を含むことがあるが、それ以外にも目的達成のための活動が含まれる。プロジェクト活動は、作業分解図、タスク割り当て、プロジェクト全体の一覧、およびタスクデータベースへの同時アクセスとも呼ばれるプロジェクトタスクの内訳を考慮に入れる必要がある。
- サービス活動は、顧客関係管理や知識管理など、クライアントおよび社内のサービス提供に関連しており、ファイルの添付ファイルとタスクへのリンク、文書管理、アクセス権管理、クライアントと従業員のレコードの一覧、注文と通話の管理、およびタスクへの注釈付けを行う。
- パフォーマンス活動は、割り当てられたタスクのパフォーマンスと実行の追跡に関係しており、時間、コスト管理、利害関係者、および優先順位による追跡を行う。チャート、エクスポート可能なレポート、状態の更新、期限の調整、および活動ログの機能が必要となる。
- 報告活動は、他の5つの活動に関する情報を取り纏めて記載、必要に応じて視覚的に表示する。

## タスク管理ソフトウェア
市場には、無料、有料含む多くのタスク管理ソフトウェアツールがある。企業全体の展開向けのものもある。単純なやることリストもあれば、企業全体のタスク作成、可視化、通知機能を備えているものもある。タスク管理は、小規模からフォーチューン100規模の企業で使用されている。単純な個人プロジェクトから企業のタスク管理活動までに対応している。
プロジェクト管理ソフトウェア、予定表ソフトウェア、ワークフローシステムは、タスク管理ソフトウェアにタスク管理活動と対応するソフトウェア環境の高度なサポートを提供し、最も優れたエンタープライズレベルのタスク管理ソフトウェア製品に組み込まれている無数のプロジェクトとパフォーマンス活動を相互に提供する。
ほぼすべてのタスク管理ソフトウェアは、タスクの作成、タスクの視覚化、通知、リソースの割り当て、互換性、構成可能性、スケーラビリティ、レポートの機能を備える。
- タスクの作成機能には、アイデアをアクション（タスク）にするための共同作業機能が含まれる。タスクの定義と計画段階で必要な共同作業を行うことができる。
- タスクの視覚化機能では、ほとんどの場合、タスクを時系列で一覧表示を行うことができる。優先度の視覚化機能には、分類（予算、時間、利害関係者など）とメカニズム（カラーコードやテキストなど）が含まれる。予定表機能には、スケジュール（空き状況、会議、予定、その他の潜在的な競合など）と通知機能が含まれる。
- 通知機能には、過去、現在、および保留中の期限を通知するための構成可能な設定が含まれる。
- リソースの割り当て機能には、タスクとツールを1人または複数の人に委任する機能が含まれる。
- 互換性機能には、他のシステム、ソフトウェア、および環境に接続するためのタスク管理環境の機能が含まれる。タスク管理環境から他のソフトウェア、システム、および環境との通信を行うことができる。構造や制限がある場合がある。
- 構成可能性機能には、タスク管理環境での機能と使いやすさを追加、削除、および管理する機能が含まれる。
- スケーラビリティ機能には、特定のタスク要件を満たすためにユーザー数の変更が行われたときにタスクを適切に実行する機能が含まれる。
- レポート機能では、表形式またはグラフ形式で情報を表示することができる。